# Дзиряку
Дзиряку, Тиряку, Дзирэки (яп. 治暦 дзиряку, тиряку) — девиз правления (нэнго) японских императоров Го-Рэйдзэя и Го-Сандзё, использовавшийся с 1065 по 1069 год .

## Продолжительность
Начало и конец эры:
- 2-й день 8-й луны 8-го года Кохэй (по юлианскому календарю — 4 сентября 1065);
- 13-й день 4-й луны 5-го года Дзиряку (по юлианскому календарю — 6 мая 1069).

## Происхождение
Название нэнго было заимствовано из классического древнекитайского сочинения «Шан шу чжэн и» (кит. трад. 尚書正義, пиньинь Shàngshū zhèngyì, буквально: «Истинное значение "Древних документов"»):「君子以治暦明時、然則改正治暦自武王始矣」.

## События
- 1065 год (9-я луна 1-го года Дзиряку) — Указ об упорядочении вотчин (яп. 荘園整理令 сё:эн сэйри рэй)[6];
- 1068 год (14-й день 8-й луны 4-го года Дзиряку) — состоялась церемония начала строительства Зала коронаций, который был уничтожен пожаром[7] ;
- 1068 год (19-й день 4-й луны 4-го года Дзиряку) — император Го-Рэйдзэй скончался в возрасте 44 лет; трон перешёл к его сыну, который через некоторое время взошёл на престол как император Го-Сандзё.

## Сравнительная таблица
Ниже представлена таблица соответствия японского традиционного и европейского летосчисления. В скобках к номеру года японской эры указано название соответствующего года из 60-летнего цикла китайской системы гань-чжи. Японские месяцы традиционно названы лунами.
| 1-й год Дзиряку (Деревянная Змея)   | 1-я луна       | 2-я луна               | 3-я луна* | 4-я луна  | 5-я луна* | 6-я луна  | 7-я луна* | 8-я луна   | 9-я луна*   | 10-я луна  | 11-я луна*              | 12-я луна  |                |
| ----------------------------------- | -------------- | ---------------------- | --------- | --------- | --------- | --------- | --------- | ---------- | ----------- | ---------- | ----------------------- | ---------- | -------------- |
| Юлианский календарь                 | 8 февраля 1065 | 10 марта               | 9 апреля  | 8 мая     | 7 июня    | 6 июля    | 5 августа | 3 сентября | 3 октября   | 1 ноября   | 1 декабря               | 30 декабря |                |
| 2-й год Дзиряку (Огненная Лошадь)   | 1-я луна*      | 2-я луна               | 3-я луна* | 4-я луна  | 5-я луна  | 6-я луна* | 7-я луна  | 8-я луна*  | 9-я луна    | 10-я луна* | 11-я луна               | 12-я луна* |                |
| Юлианский календарь                 | 29 января 1066 | 27 февраля             | 29 марта  | 27 апреля | 27 мая    | 26 июня   | 25 июля   | 24 августа | 22 сентября | 22 октября | 20 ноября               | 20 декабря |                |
| 3-й год Дзиряку (Огненная Коза)     | 1-я луна       | 1-я луна* (високосная) | 2-я луна  | 3-я луна* | 4-я луна  | 5-я луна* | 6-я луна  | 7-я луна   | 8-я луна*   | 9-я луна   | 10-я луна*              | 11-я луна  | 12-я луна*     |
| Юлианский календарь                 | 18 января 1067 | 17 февраля             | 18 марта  | 17 апреля | 16 мая    | 15 июня   | 14 июля   | 13 августа | 12 сентября | 11 октября | 10 ноября               | 9 декабря  | 8 января 1068  |
| 4-й год Дзиряку (Земляная Обезьяна) | 1-я луна       | 2-я луна*              | 3-я луна* | 4-я луна  | 5-я луна* | 6-я луна  | 7-я луна  | 8-я луна*  | 9-я луна    | 10-я луна  | 11-я луна*              | 12-я луна  |                |
| Юлианский календарь                 | 6 февраля 1068 | 7 марта                | 5 апреля  | 4 мая     | 3 июня    | 2 июля    | 1 августа | 31 августа | 29 сентября | 29 октября | 28 ноября               | 27 декабря |                |
| 5-й год Дзиряку (Земляной Петух)    | 1-я луна*      | 2-я луна               | 3-я луна* | 4-я луна* | 5-я луна  | 6-я луна* | 7-я луна  | 8-я луна*  | 9-я луна    | 10-я луна  | 10-я луна* (високосная) | 11-я луна  | 12-я луна      |
| Юлианский календарь                 | 26 января 1069 | 24 февраля             | 26 марта  | 24 апреля | 23 мая    | 22 июня   | 21 июля   | 20 августа | 18 сентября | 18 октября | 17 ноября               | 16 декабря | 15 января 1070 |

* звёздочкой отмечены короткие месяцы (луны) продолжительностью 29 дней. Остальные месяцы длятся 30 дней.